# Stand Up For Love
「Stand Up For Love」（スタンド・アップ・フォー・ラブ）は、和紗の3枚目のシングル。2010年9月1日発売。フジテレビ系火曜22時ドラマ「逃亡弁護士」主題歌。

## 収録曲
1. Stand Up For Love
2. TRUE LOVE
3. Distance -voice & piano-

| スタブアイコン | サブスタブ | この項目は、まだ閲覧者の調べものの参照としては役立たない、シングルに関連した書きかけの項目です。この項目を加筆・訂正などしてくださる協力者を求めています（P:音楽/PJ:楽曲）。 |